# Konstantín Bátiushkov
Konstantín Nikoláievich Bátiushkov (en cirílico: Константи́н Никола́евич Ба́тюшков) fue un poeta y traductor ruso nacido en Vólogda el 29 de mayo de 1787 y fallecido el 19 de julio de 1855 en la misma ciudad.

## Biografía
Bátiushkov sirvió de precursor de escritores como Aleksandr Pushkin. 
Educado en casa de su tío, el poeta Mijaíl Muraviov, desde una edad temprana se vio fascinado por la poesía italiana por lo que procuró italianizar la poesía rusa, sobre todo con formas tomadas de Petrarca y Ludovico Ariosto. También realizó traducciones de obras italianas al ruso.
Sus poemas más importantes escritos entre 1809 y 1813  fueron recogidos en un volumen que se publicó en 1817 bajo el título de Ópyty (Experiencias). 
Alrededor de 1823, perdió la razón y durante ese período de su enfermedad mental continuó escribiendo en verso, pero a pesar de que sus poemas son impecables desde el punto de vista de la métrica, carecen de sentido.